# Brigada do Mar
Brigada do Mar (Portugal, 2009), é uma organização não-governamental para o desenvolvimento portuguesa que promove anualmente a maior limpeza da orla costeira portuguesa, entre Melides e a península de Tróia. Em 2016 obteve o Alto Patrocínio do Presidente da República Portuguesa.

## História
A associação composta por voluntários, surgiu em 2009, tendo desde o inicio o objectivo de proteger a biodiversidade e promover a limpeza das praias da costa portuguesa. 
Ficou conhecida por estar por detrás da maior limpeza de praias em Portugal, que decorre anualmente entre Melides e a península de Tróia, no concelho de Grândola. 

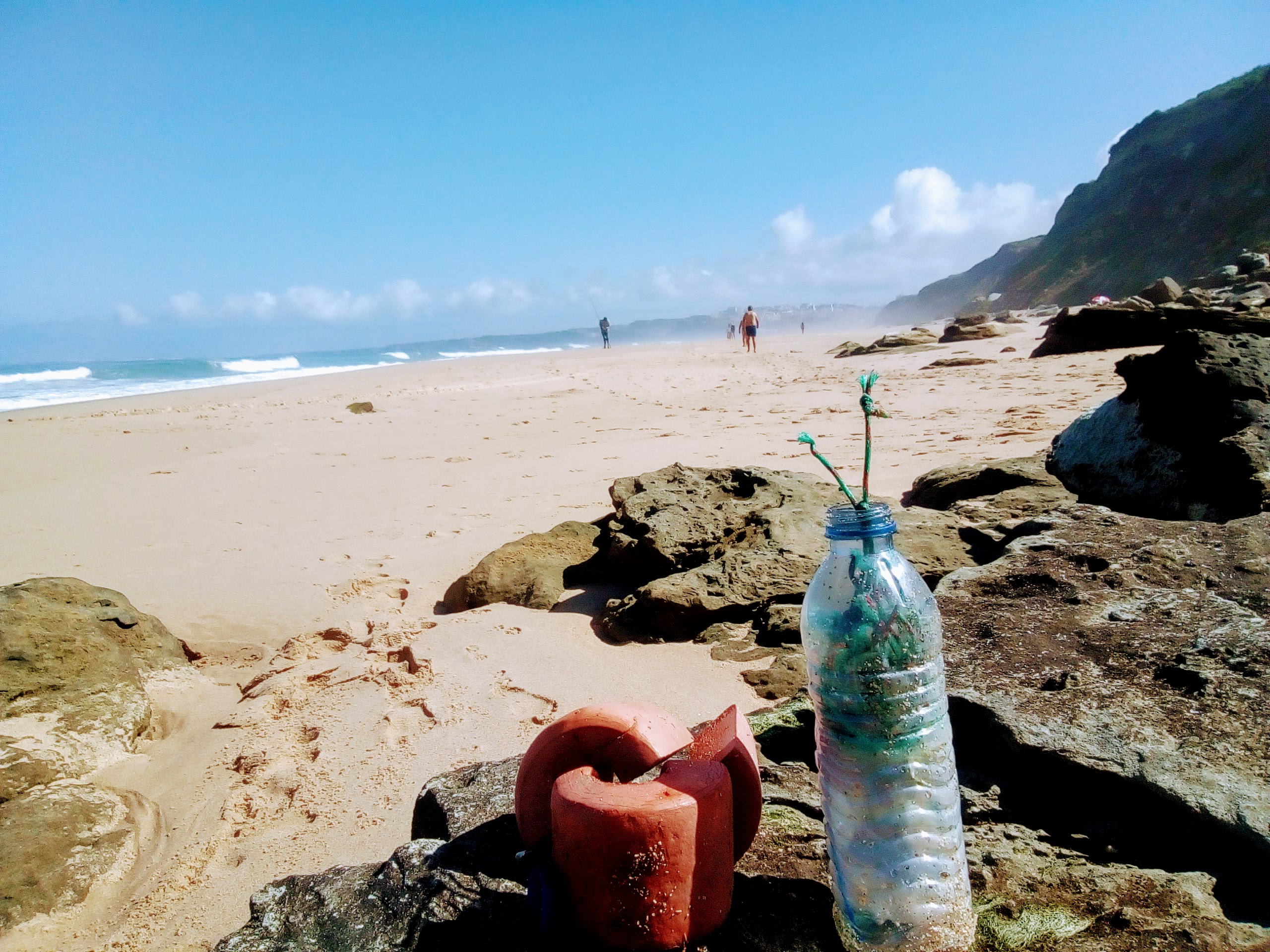
Lixo Marinho: boia, garrafa de plástico, cordas e linhas de pesca

Desde o momento em que foi criada, as equipas de voluntários envolvidas nas limpezas retiraram mais de 860 toneladas de lixo marinho dos areais, composto por utensílios utilizados na pesca (bóias, redes de pesca, cordas), seringas, lâmpadas fluorescentes,cotonetes, cadáveres de animais, pneus, bidões com óleo, entre muitos outros objectos. 
Em plena pandemia de covid-19, criou em parceria com a Associação Novo Mundo o projecto O Futuro Está On. Este tem como objectivo recolher material informático (computadores, teclados, monitores, ratos) para ser posteriormente doado a escolas e alunos, de maneira a que todos pudessem assistir às aulas dadas à distância devido ao confinamento. 

## Reconhecimento
O trabalho desenvolvido pela associação foi distinguido com uma menção honrosa nas edições de 2011 e 2015 dos Green Project Awards, atribuídos pela  Agência Portuguesa do Ambiente e pela Quercus - Associação Nacional Conservação da Natureza. 
Obteve o Alto Patrocínio do Presidente da República Portuguesa Marcelo Rebelo de Sousa que marcou presença numa das limpezas, em 2016. 
Em 2019, o trabalho desenvolvido por voluntários durante a limpeza foi acompanhado e documentado pela equipa da Rádio Comercial, composta pela jornalista Tânia Paiva e por Tiago Mendes dos Santos, tendo o material gravado dado origem ao documentário Mar de Lixo, apresentado em vários pólos do Instituto Camões com o apoio da Presidência Portuguesa da União Europeia em 2021. 

## Ligações Externas
- Site Oficial: Brigada do Mar
- Canal Oficial da Brigada do Mar no Youtube
- Simão Accioli responsável pela Brigada do Mar entrevistado por Fernando Alves da TSF (2021)
- Brigada do Mar: 11 anos a limpar as praias portuguesas - entrevista a Rute Novais na TVI (2019)
- Trailer do documentário: Um Mar de Lixo